# Circuito Urbano de Shanghái
El circuito Urbano de Shanghái fue un circuito urbano de carreras situado en el distrito de Pudong, cerca del distrito financiero de Shanghái. Albergó la última ronda de la temporada del campeonato de DTM el 31 de octubre de 2010.

## Datos

### Localización
El circuito se encuentra a sólo 5 minutos de la Torre Perla Oriental, a 15 minutos desde el conjunto de edificios de la Exposición Universal de Shanghái de 2010, el circuito en sí también alberga en las inmediaciones tres importantes edificios más, incluyendo el Eje Expo,el Museo de Ciencia y Tecnología de Shanghái, y los edificios del Centro de Arte Oriental, diseñados por Paul Andreu.

### Trazado

Trazado del año 2004

Con vegetación y árboles en ambos lados, el circuito está compuesto de nueve curvas que varían entre curvas cerradas y suaves. Las escapatorias son de asfalto, no son muy amplias debido a que es un circuito urbano.

### Historia
La primera carrera en este circuito se disputó en el 2004 con un trazado de 2,85 km, se denominó como una carrera de exposición por lo que no puntuaba para el campeonato de DTM, el objetivo a partir de este año será albergar una carrera de DTM anual.